# Collstrop (slægt)
Collstrop er en dansk slægt af tømmerhandlere.
Slægten kan føres tilbage til Andreas Lauesen (1742-1820), som antog navnet Collstrop. Han købte i 1772 den af Frederik Ludolf Gustmeyer bestyrede tømmerhandel sammen med Jochum Schou, og var fra 1783 eneindehaver. Hans søn Lauritz Collstrop (1780-1823) overtog forretningen i 1820. Dette blev til selve virksomheden Collstrop, som formelt blev grundlagt 1838 af dennes søn, Rudolph Collstrop (1812-1877), der var major og borgerrepræsentant i København. I 1875 optoges Rudolph Collstrops søn, Andreas Collstrop (1847-1933), som partner, og han overtog virksomheden 1877 og drev den til sin død. Hans søn, Rudolf Collstrop (1883-?), var legationsråd og også involveret i firmaet.
I 1970 blev Grosserer Andreas Collstrop og søn Rudolf Collstrops mindelegat stiftet.
Overlæge Viggo Collstrop (1815-1886) stiftede Overlæge Viggo Collstrops og Hustru Hanne Wolffs Familielegat ved testamente af 14. juni 1879 og kodicil af 31. december 1885.